# Sar Nīsh
Sar Nīsh (persiska: سر نیش) är en ort i Iran.   Den ligger i provinsen Khorasan, i den nordöstra delen av landet, 700 km öster om huvudstaden Teheran. Sar Nīsh ligger 1 504 meter över havet och antalet invånare är 234.
Terrängen runt Sar Nīsh är kuperad söderut, men norrut är den platt. Terrängen runt Sar Nīsh sluttar norrut.Runt Sar Nīsh är det ganska tätbefolkat, med 139 invånare per kvadratkilometer. Närmaste större samhälle är Molkābād, 18,9 km nordost om Sar Nīsh. Trakten runt Sar Nīsh består i huvudsak av gräsmarker.